# Nervo oculomotor
O nervo oculomotor ou motor ocular comum constitui, com o homólogo contralateral, o terceiro (III) par de nervos cranianos é um dos três pares de nervos oculomotores, sendo os outros o nervo troclear e o nervo abducente.
É responsável pela maioria da movimentação ocular extrínseca. Controla a movimentação dos músculos reto medial, reto superior, reto inferior, elevador da pálpebra superior e oblíquo inferior. O terceiro par de nervos cranianos é responsável também pela inervação de dois músculos intrínsecos do bulbo ocular, o músculo ciliar e o esfíncter da íris.

## Origem aparente no mesencéfalo
Fossa inter-peduncular
O nervo oculomotor terá origem na face medial do pedúnculo cerebral, dispondo-se entre os corpos mamilares e a ponte.

## Origem aparente no crânio
Fissura orbital superior.

## Origem Real
Núcleo motor principal - Substância cinzenta periaquedutal do mesencéfalo.
Núcleo parassimpático acessório de Edinger-Westphal - atrás do núcleo motor principal.

## Referencia bibliográfica
1. Machado, Angelo. Neuroanatomia Funcional. 2.ª edição. São Paulo: Editora Atheneu. 2000.